# Arthur (pel·lícula de 2011)
 Arthur és una pel·lícula estatunidenca dirigida per Jason Winer estrenada el 2011.

## Argument
Un playboy borratxo i milionari (Brand), la mare del qual li diu que només rebrà la seva herència si es casa amb la dona que ella vol (Garner). El problema arriba quan Arthur s'enamora d'una noia (Gerwig) que no pertany a la seva classe social...
Nova versió de la pel·lícula dirigida per Steve Gordon el 1981. Arthur (Russell Brand) és un jove que viu massa bé (massa festes, dones i alcohol), però haurà de canviar si no vol perdre una impressionant herència que hi ha a punt de rebre. L'únic requisit és que haurà de casar-se. A partir de llavors inicia un estrany periple per trobar la dona dels seus somnis.

## Repartiment
- Russell Brand: Arthur Bach
- Helen Mirren: Hobson
- Jennifer Garner: Susan Johnson
- Greta Gerwig: Naomi Quinn
- Luis Guzmán: Bitterman
- Geraldine James: Vivienne Bach
- Nick Nolte: Burt Johnson
- Jennie Eisenhower: Alexis

## Crítica
- "Aquest fluix remake de l’'Arthur' de 1981 – amb Russell Brand en el paper de borratxo feliç creat per Dudley Moore - sona prometedor, però acaba sent un desastre[2]

- "Un remake que se sembla a la gran pel·lícula de Dudley Moore de 1981, amb els seus propis encants[3]
- "Mai no he necessitat tant una copa"[4]